# Кулак (рука)

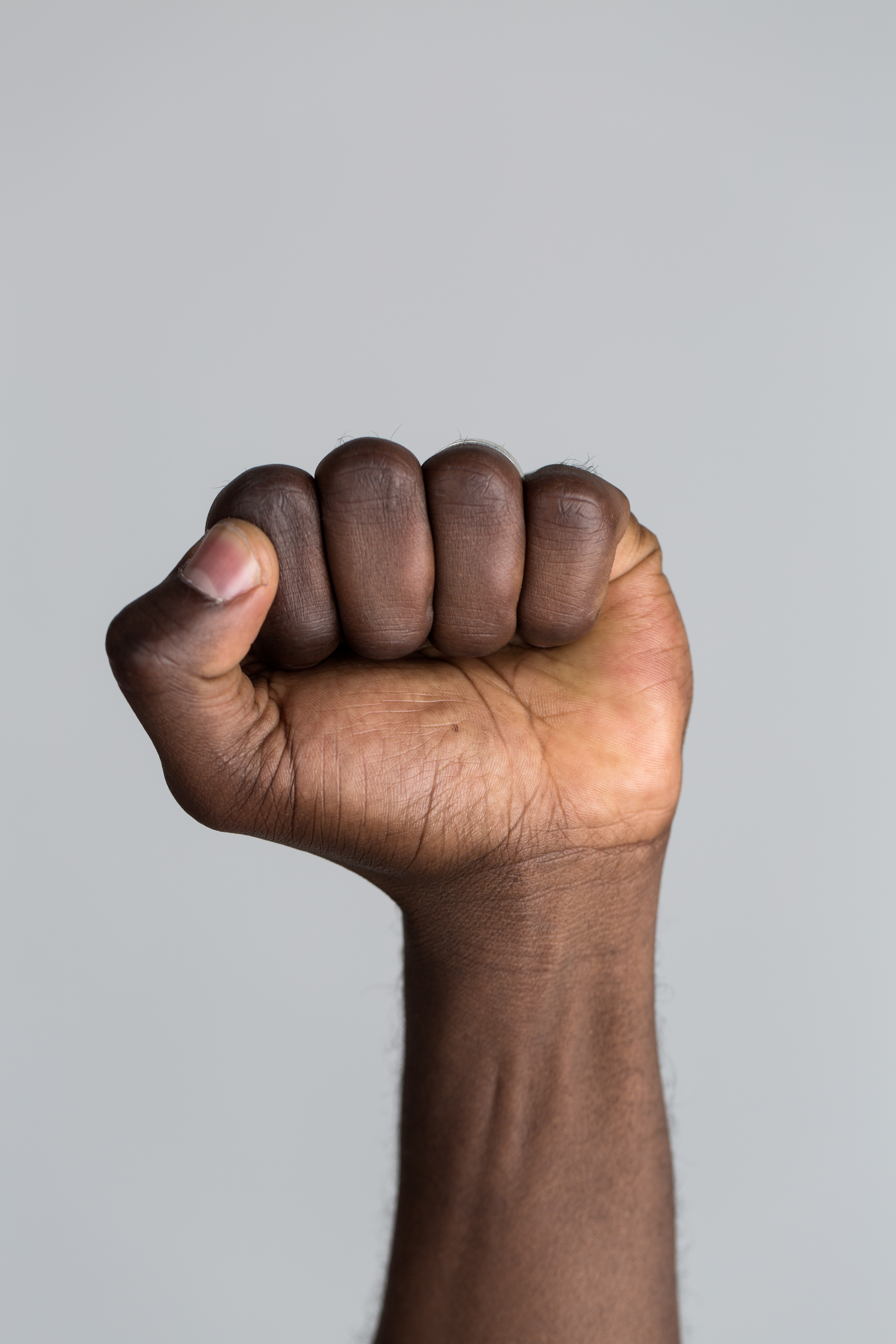

Кулак — стиснені разом пальці кисті (або руки).
Застосовується в основному для завдання удару. При ударі передньою частиною кулака основний удар наноситься кісточками середнього і вказівного пальця.
Однак у деяких китайських бойових мистецтвах, використовують при ударі кісточки середнього та підмізинного пальців і мізинця. Більш травмонебезпечний для кисті, можна вибити мізинець, проте при хорошій набиванні, людина здатна завдавати удару і так.

## Інші значення
- Як символ, кулак служить для вираження погрози.
- Кулак, піднятий вгору пальцями вперед — знак солідарності.
- У літературі і ЗМІ: «вдарити кулаком по столу».
- У фільмах — «Кулак помсти», «Кулак люті» тощо.